# Кармело Альгараньяс
Кармело Альгараньяс (ісп. Carmelo Algarañaz; нар. 27 січня 1996) — болівійський футболіст, нападник.
Виступав, зокрема, за клуби «Орієнте Петролеро» та «Петролеро», а також національну збірну Болівії.

## Клубна кар'єра
У дорослому футболі дебютував 2014 року виступами за команду клубу «Орієнте Петролеро», в якій провів один сезон, взявши участь лише у 2 матчах чемпіонату.
Своєю грою за цю команду привернув увагу представників тренерського штабу клубу «Петролеро», яким був орендований навесні 2016 року. Більшість часу, проведеного у складі «Петролеро», був основним гравцем атакувальної ланки команди.
До складу «Орієнте Петролеро» повернувся влітку 2016 року, цього разу відіграв 33 матчі та відзначився сімома голами. З 2017 року по сезону відіграв за перуанський «Спорт Бойз» та болівійські клуби «Олвейс Реді» і «Орієнте Петролеро». У сезоні 2021/22 Кармело провів два матчі за єгипетський футбольний клуб «Ісмайлі» після чого втретє повернувся до складу «Олвейс Реді» відігравши до кінця сезону маючи в активі 21 гру та три забиті голи.
З 2023 по 2024 роки захищав кольори команди «Болівар».

## Виступи за збірні
Залучався до складу молодіжної збірної Болівії. На молодіжному рівні зіграв у 2 офіційних матчах.
2016 року дебютував в офіційних матчах у складі національної збірної Болівії.
У складі збірної був учасником Кубка Америки 2016 року у США.
Наразі провів у формі головної команди країни 27 матчів в яких тричі відзначився.